# Naguilian, Isabela
Naguilian là một đô thị hạng 4 ở tỉnh Isabela, Philippines. Theo điều tra dân số năm 2007, đô thị này có dân số 27.977 người trong 5.210 hộ.

## Các đơn vị hành chính
Naguilian được chia ra 25 barangay.
| - Aguinaldo - Bagong Sikat - Burgos - Cabaruan - Flores - La Union - Magsaysay - Manaring - Mansibang - Minallo - Minanga - Palattao - Quezon | - Quinalabasa - Quirino - Rang-Ayan - Rizal - Roxas - San Manuel - Santo Tomas - Sunlife - Surcoc - Tomines - Villa Paz - Santa Victoria |